# Livio Jannattoni
Livio Jannattoni (Roma, 14 dicembre 1916 – Roma, 27 luglio 1992) è stato uno scrittore e giornalista italiano.

## Biografia
Uomo dai molteplici interessi, giornalista e scrittore, fu direttore della Biblioteca del Ministero dei trasporti e del Museo storico delle Ferrovie. Dedicò molta della sua attenzione e produzione alla città di Roma. Fece parte del Gruppo dei Romanisti e diversi suoi contributi sono pubblicati sulla Strenna dei Romanisti. Presso la Fondazione Marco Besso di Roma esiste il Fondo Jannattoni.

## Opere
Opere di Livio Jannattoni, dedicate alla città di Roma e alle sue tradizioni:
- Roma e gli inglesi, ed. Atlantica, 1945.
- Gioacchino Belli: bibliografia dei Sonetti romaneschi, ed. Palombi, 1950
- Roma fine Ottocento: Trilussa dal madrigale alla favola, 1871-1901, ed. Palombi, 1957
- Il "primo" Belli, ed. Bardi, 1959
- Il ghiottone romano. Il breviario del laico a tavola sulle rive del Tevere, ed. Bramante, 1965
- Bocca romana, ed. Palombi, 1968
- Roma e i poeti, ed. Sciascia, 1969
- Osteria romana : un prologo e dieci quadri per una ricostruzione d'ambiente e di vita, ed. Ceschina, 1970
- Una certa Roma: stemmi, insegne, tavolette, emblemi , ed. Libreria Frattina, 1971
- Osterie della vita e dell'amore: andantino romano, ed. Libreria Frattina, 1972
- Osterie e feste romane. Dal vino delle scampagnate al "pranzo e cena". Cronaca, tradizioni, costume e nostalgie, ed. Newton Compton, 1977
- Il Tevere: un fiume e la sua città: feste e barconi, 3000 anni di storia, un purgatorio eterno, ed. I Dioscuri, 1979
- Lazio rustico e sconosciuto, ed. Newton Compton, 1979
- Roma fine ottocento, ed. Newton Compton, 1979
- Roma sparita negli acquarelli di Ettore Roesler Franz, ed. Newton Compton, 1983
- Roma. Un viaggio particolare, scritto con Giancarlo Gasponi, 1983 (ed. Euroedit, 1994)
- Mastro Titta boja di Roma, ed. Lucarini, 1984
- Roma Belle Epoque, Multigrafica Editrice, 1986
- Roma intima e sconosciuta, ed. Newton Compton, 1990
- La cucina romana e del Lazio, ed. Newton Compton, 1991

Opere di Livio Jannattoni relative alla sua professione presso la Biblioteca del Ministero dei trasporti sono presenti nella Bibliografia Ferroviaria Italiana.